# 拉内弗·德·格兰维尔
拉内弗·德·格兰维尔（英語：Ranulf de Glanvill），中世纪英格兰国王亨利二世统治时期担任最高司法官，先后担任约克郡和兰开夏郡郡長，最早关于英格兰法律的著作《论英格兰王国的法律和习惯》最有可能的作者，该著作通过替换教会法和当地法，极大地拓展了普通法的适用范围。作为最高司法官，格兰维尔实际上担任了亨利二世在法国作战期间英格兰的总督。在他的任内，御前会议即英格兰永久王庭开始驻于威斯敏斯特，期间陪审团审判的前身模式开始运用于土地相关的案件。格兰维尔后被亨利之子理查一世免职，并随同理查一世一同参与了第三次十字军东征。